# فهرست جاذبه‌های گردشگری شهرستان کارون
فهرست جاذبه‌های گردشگری شهرستان کارون:
- دانشگاه صنعت نفت
- پل تاریخی کوت سید صالح
- مسجد تاریخی پل فولاد
- توسعه نیشکر دعبل خزاعی
- توسعه نیشکر فارابی
- توسعه نیشکر سلمان فارسی
- مجتمع پرورش ماهی آزادگان
- ساحل رودخانه کارون
- بیمارستان ریوی
- تأسیسات کوت امیر
- کواتر